# Asparagus longicladus
Asparagus longicladus är en sparrisväxtart som beskrevs av Nicholas Edward Brown. Asparagus longicladus ingår i släktet sparrisar, och familjen sparrisväxter. Inga underarter finns listade i Catalogue of Life.